# Inula cuanzensis
Inula cuanzensis là một loài thực vật có hoa trong họ Cúc. Loài này được (Welw.) Hiern mô tả khoa học đầu tiên.